# Badenhausen
Badenhausen este o comună din landul Saxonia Inferioară, Germania.